# Francisco Jê Acaiaba de Montezuma
Francisco Jê Acaiaba de Montezuma, primeiro e único visconde de Jequitinhonha, nascido Francisco Gomes Brandão (Salvador, 23 de março de 1794 — Rio de Janeiro, 15 de fevereiro de 1870), foi um advogado, diplomata, jurista e político brasileiro. Foi senador pela Província da Bahia de 1851 até 1870, comandou dois ministérios durante a regência de Diogo Antônio Feijó e foi presidente do Banco do Brasil.
Formado em Direito pela Universidade de Coimbra, Montezuma foi fundador e o primeiro presidente do Instituto dos Advogados Brasileiros. Foi ainda um pioneiro na maçonaria do Brasil, sendo a maior autoridade maçônica brasileira de sua época. Como político, foi um dos proponentes iniciais do abolicionismo.

## Família e educação
Quando nasceu, chamava-se Francisco Gomes Brandão. Era filho do comerciante português Manuel Gomes Brandão e da mestiça Narcisa Teresa de Jesus Barreto. A família era dotada de boa renda. Seu pai desejava fazê-lo padre, de forma que ingressou na Ordem Seráfica dos Franciscanos Descalços, em 1808.
A despeito desta vontade paterna, Montezuma deixou o convento em poucos meses e ingressou na Escola Médico-Cirúrgica em Salvador, a primeira escola de medicina da Bahia. Em 1816, mudou-se para Portugal, estudando na Faculdade de Direito da Universidade de Coimbra, onde se formou em 1821. Em Coimbra, criou uma sociedade política denominada Keporática, de cunho maçônico.
Em 1823, Montezuma casou-se com Mariana Angélica de Toledo Marcondes, no Rio de Janeiro. Juntos, tiveram cinco filhos. Mariana faleceu em 1836. Casou-se novamente, em segundas núpcias, com Francisca Maria de Jesus, a Viscondessa de Jequitinhonha, em 1842, na chácara de João Ribeiro, bairro do Rio Comprido, Rio de Janeiro. Francisca era viúva do político e grossista fluminense Marcolino Antônio Leite. Deste casamento não registrou-se descendência.

### Nome
Com a Independência do Brasil, Montezuma abandonou o nome de batismo, passando a chamar-se Francisco Gê Acayaba de Montezuma – incorporando assim ao nome todos os elementos que formavam a nação brasileira, bem como uma homenagem ao imperador asteca Montezuma (Gê, grafado com "J", designa os índios brasileiros do tronco linguístico não-tupi-guarani; Acayaba, grafado com "I", uma palavra de origem tupi).

### Descendentes
- Harmódio Marcondes de Montezuma, nascido aos 11 de maio de 1833, no Rio de Janeiro;[12]
- Leônidas Marcondes de Montezuma, nascido em ca de 1825, que depois de estudar por sete anos, fazer seus exames e ser aprovado com grande louvor, enquanto aspirante da marinha inglesa, foi uma das vítimas de uma epidemia instaurada a bordo e ficou cego. Casado com Luísa Goddard, anglo-descendente, com geração na Inglaterra;[12]
- Mariana Angélica Marcondes de Montezuma, nascida aos 5 de abril de 1836, no Rio de Janeiro. Casada em 5 de setembro de 1859, no Rio de Janeiro, com o doutor Júlio Henrique de Melo e Alvim;[12]
- Artur Marcondes de Montezuma, aspirante da marinha inglesa, falecido durante naufrágio do brigue a vapor inglês Avenger;
- Narciso Marcondes de Montezuma, nascido aos 16 de outubro de 1834, no Rio de Janeiro;[12]
- Tomás Francisco de Montezuma, nascido aos 22 de maio de 1837, no Rio de Janeiro. Filho com Ângela Rosa da Conceição, gerado entre seu primeiro e seu segundo casamento.[12]

## Carreira

### Atuação política
Montezuma retornou para a Bahia em 1821. Tornou-se ardoroso defensor da sua independência. Ao lado do editor baiano Francisco Corte Real, publicou no jornal Diário Constitucional, que passou a ser o porta-voz dos interesses dos baianos face ao partido dito "português". Quando a situação na capital tornou-se insustentável para os brasileiros, toma parte ativa nas lutas pela Independência da Bahia junto ao Governo Provisório que então se formara na vila de Cachoeira. Nesta época, foi nomeado vereador e secretário da junta de governo da Bahia. Com a independência do Brasil, prestou lealdade ao Reino do Brasil. Em 1822, tomou parte da comissão responsável por encontrar-se com Dom Pedro I, no Rio de Janeiro, para pedir-lhe providências. Ao encontrar-se com o imperador, recebeu deste a Ordem do Cruzeiro do Sul por sua luta pela independência. Montezuma, contudo, recusou a condecoração, mas aceitou receber o título de Barão da Cachoeira.

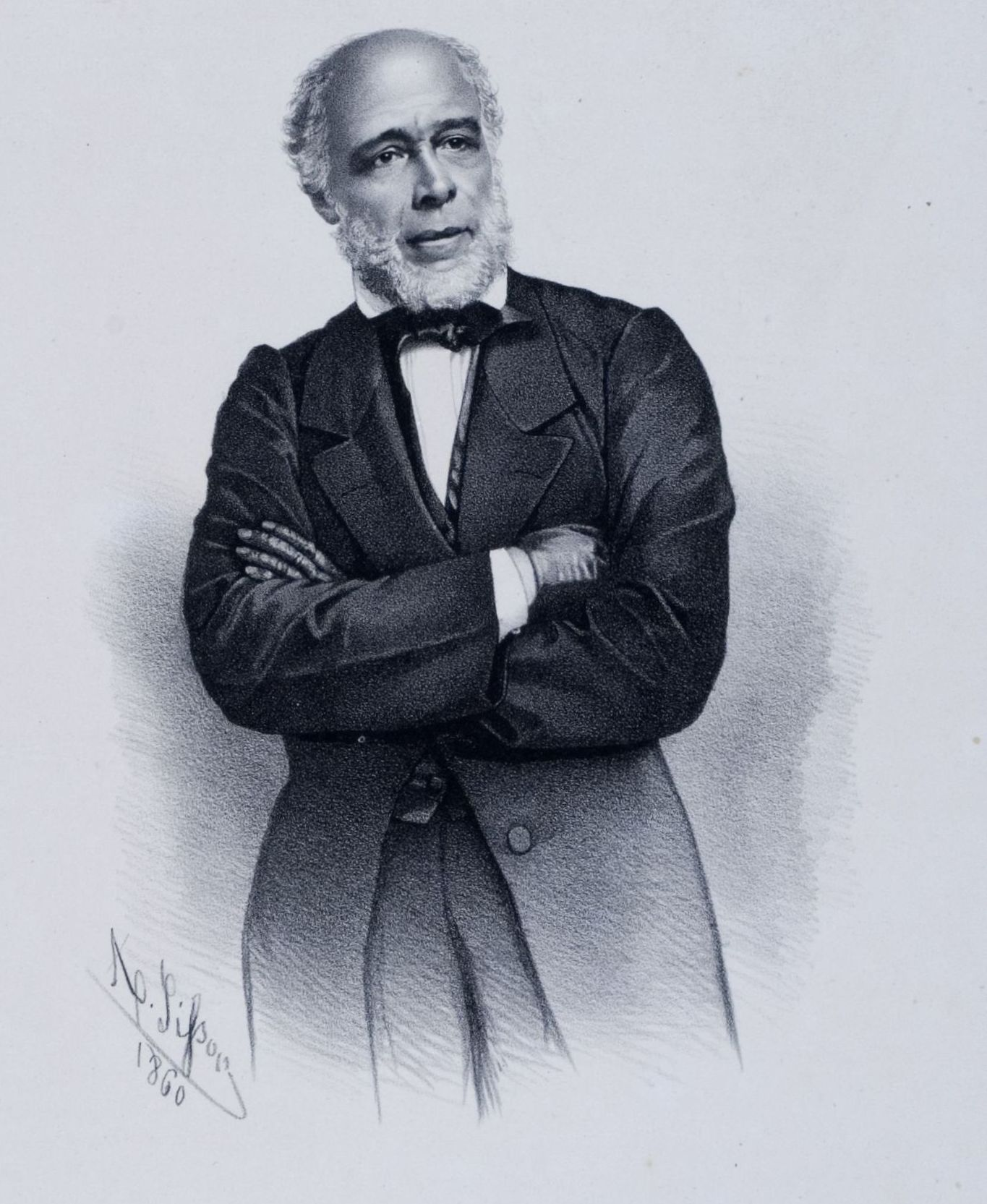
Retrato ampliado de Montezuma, por Sébastien Auguste Sisson

Em 1823, Montezuma elegeu-se deputado para a Assembleia Constituinte, indo para a corte. Ali, exerce com seu verbo inflamado e talento reconhecido na oratória, ferrenha oposição ao Ministro da Guerra. O parlamento foi dissolvido em 1824 por Dom Pedro I, que também ordenou a prisão de seis de seus membros–incluindo Montezuma e José Bonifácio. Junto com a esposa, acabou exilando-se. Nos próximos oito anos, viveu na França, Inglaterra, Bélgica e Holanda.
Durante o exílio, Montezuma foi nomeado membro da Sociedade de Geografia de Paris e do Instituto dos Advogados em Paris, dentre outros. Estudou e frequentou um curso de botânica, sendo aluno de René Desfontaines. Em Londres, visitou tribunais do júri e cíveis. Na Inglaterra, ainda examinou fábricas, manufaturas e minas. Não publicou nenhuma obra durante o exílio, salvo um artigo jornalístico. Em 1831, retornou ao Brasil após a abdicação de Dom Pedro I.
Montezuma foi empossado deputado geral em 1831. Naquele ano, requereu na Câmara que se tomassem medidas legislativas contra a importação de escravos. Tornou-se, assim, um dos primeiros deputados da história brasileira a lutar contra o tráfico negreiro, sendo um dos pioneiros do movimento abolicionista - ideia que defendia com ardor, mesmo que isto então fosse considerado ilegal. Acabou não sendo reeleito deputado, tendo recebido apenas 36 votos em toda a província.
Em 1837, Montezuma foi nomeado deputado geral pela Bahia. No mesmo ano, o regente Diogo Antônio Feijó nomeou-o ministro da Justiça e ministro dos Negócios Estrangeiros, ocupando ambas as pastas por poucos meses. Foi um dos partidários da Declaração da Maioridade e, em 1840, reelegeu-se deputado. Foi ministro plenipotenciário junto ao governo britânico, em Londres, entre 1840 e 1841. De volta ao seu país, integrou a Assembleia provincial do Rio de Janeiro durante duas legislaturas, sendo também seu presidente.
Em 1850, Montezuma foi designado membro do Conselho de Estado. Em 1851, Dom Pedro II escolheu-o para o Senado, representando a Bahia. Durante o Império, os senadores eram escolhidos através de lista tríplice submetida ao imperador e contavam com mandato vitalício. Antes de ser escolhido, Montezuma havia figurado duas vezes nas listas tríplices: uma pela Bahia e uma pelo Rio de Janeiro. Em 1866, ocupou a presidência do Banco do Brasil por poucos meses. Como senador, foi um notório proponente da abolição da escravatura. Em 1865, foi o primeiro a defender no Parlamento a abolição da escravatura nos próximos 15 anos. Apresentou vários projetos que versavam sobre a extinção gradual da escravidão. Uma de suas propostas deu origem à Lei do Ventre Livre.

### Títulos e honrarias

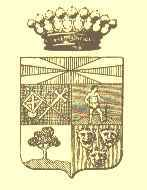
Brasão do Visconde de Jequitinhonha

Se havia recusado o baronato, Montezuma aceitou, entretanto, o título de Visconde com Grandeza (Grande do Império). Assim, fez-se nobre com o decreto imperial de 2 de dezembro de 1854.
Além da comenda já citada, Montezuma foi ainda comendador da Ordem de Nossa Senhora da Conceição de Vila Viçosa e condecorado com a medalha da Guerra da Independência.

### Atividades acadêmicas
Em 1854, Montezuma foi um dos sócios fundadores da Sociedade Estatística do Brasil. Foi ainda um dos membros-fundadores do Instituto Histórico e Geográfico do Brasil. Deixou uma relativamente farta obra publicada, versando sobre economia, história, política e direito.

### Advocacia
Montezuma foi o fundador e primeiro presidente do Instituto dos Advogados Brasileiros. Exerceu a presidência da instituição de 1843 até 1850, quando renunciou por considerar incompatíveis esta função com o posto de conselheiro de Estado. Manteve-se como presidente de honra do instituto. Pugnou, sem sucesso, pela criação da Ordem dos Advogados do Brasil.

### Atividades maçônicas
Montezuma teve lugar de destaque na história da Maçonaria do Brasil. Em 12 de março de 1829, então no exílio, recebeu do Supremo Conselho da Bélgica uma carta de autorização para instalar um Supremo Conselho do Rito Escocês Antigo e Aceito no Brasil. De volta ao Brasil, Montezuma instalou o Supremo Conselho. Como o Grande Comendador Soberano do Supremo Conselho do Grau 33 do Rito Escocês Antigo e Aceito, foi a maior autoridade maçônica de sua época.